# André Chaignon
Pour les articles homonymes, voir Chaignon.
André Chaignon, connu sous le nom de plume d'André Foucault, né le 2 mars 1880 à Château-Gontier et mort le 18 mai 1941 à Paris, est un écrivain et journaliste français d'extrême droite, de la mouvance maurrassienne nationaliste et antisémite.

## Biographie
André Chaignon naît le 2 mars 1880 à Château-Gontier.
Ancien combattant de la Première guerre mondiale, il est chevalier de la Légion d’honneur et décoré de la Croix de guerre.
André Chaignon semble n'avoir écrit que sous son pseudonyme. Il est journaliste à Femina, La Vie au grand air, L'Echo de Paris, secrétaire de rédaction au Matin.
Il est l'auteur de récits de voyages, d'études d'histoire contemporaine, d'essais et de romans. Articilier, il est parfois l’adversaire d’Aristide Briand et reçoit les éloges de Charles Maurras. Il est en premier lieu journaliste. Successivement secrétaire de la rédaction de plusieurs grands quotidiens parisiens, il préférait par dessus tout les grands reportages. il parcourut l’Europe et l’Afrique. Pendant le début de la Seconde guerre mondiale, il est correspondant sur les fronts de France, de Norvège et de Finlande. Ses dernières années sont presque exclusivement consacrées à des contributions à la revue Candide.
Il prenait régulièrement ses congés, et ses repos, à Château-Gontier, où sa famille possédait au 23 rue des Juifs un immeuble.
André Chaignon meurt le 18 mai 1941 en son domicile au 3 rue de l'Aude dans le 14e arrondissement de Paris.

## Publications
- L'Algérie, fille de France, 1935
- La Marquise, 1934
- Le Civil et l'Armée, souvenirs d'un officier de fortune aux armées de la République. 1914-1918, 1933
- Germanie. Une enquête en Allemagne, 1932
- La Fuite du roi (Varennes, 1791), 1932
- L'Angevine, roman, 1931, « Livre moelleux et sensuel, dans sa mesure tout angevine, vrai roman du terroir »[3]
- Le Héros, roman, 1930
- J'ai tué un ouvrier, 1928
- D'Alger au Sersou, choses vues, 1927 (Les Œuvres libres, Fayard, n° 78, décembre 1927
- Lisbeth ou la Perversion intellectuelle, 1926, « Un curieux roman où, sous une forme très originale, M. André Foucault se montre moraliste aigu autant qu'artiste »[4]
- Gouverne ou Abdique, 1926
- Le Bain de sang, roman d'un gouverné, 1924
- Monsieur Barillard négociant-commissionnaire, 1922
- Christiane ou l'Education par l'amour, roman, 1920, « essai sur un nouveau caractère de grande amoureuse »[5]
- Les Grimaces de la gloire, 1920.